# Darevskia valentini
Darevskia valentini là một loài thằn lằn trong họ Lacertidae. Loài này được Boettger mô tả khoa học đầu tiên năm 1892.